# Aglibol

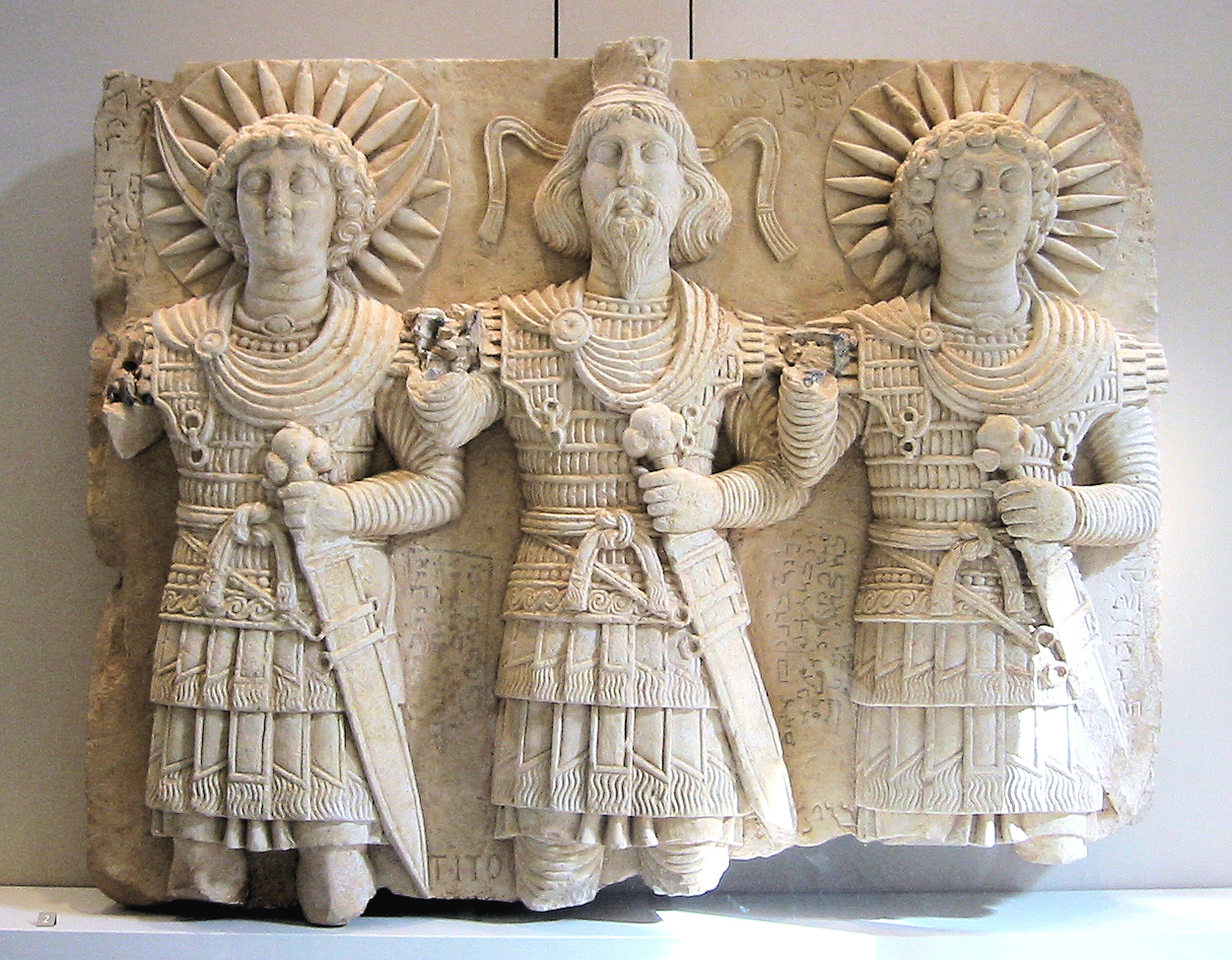
Aglibol (z lewej) w trójcy głównych bóstw palmyreńskich na reliefie kultowym z połowy I wieku n.e. (Luwr)

Aglibol – bóstwo semickie czczone przede wszystkim w syryjskiej Palmyrze jako bóg księżyca.

## Pochodzenie
Należał do dawnych bóstw pochodzenia kananejskiego, a jego imię dosłownie oznaczało „byczek Pana [Bela]”. W ciągu historycznym uważany był przede wszystkim za bóstwo lunarne. Najprawdopodobniej – podobnie jak pokrewne bóstwa prowincjonalne (Jarhibol, Malakbel) – wywodził się z miejscowego kultu plemiennego, rozwijanego i stopniowo przekształcającego się dopiero w czasach hellenistyczno-rzymskich. 
Częstokroć występował wraz z bliźniaczym Malakbelem, którego w kulcie przewyższał jednak znaczeniem – być może dlatego, iż z przesłanek etymologicznych obydwu imion wynika również starszy rodowód Aglibola. Zróżnicowanie imion pozwala przypuszczać, że obydwa bóstwa występowały początkowo niezależnie, a zbliżeniu i powiązaniu uległy dopiero z biegiem czasu.
W Palmyrze zarówno Aglibol, jak i Malakbel towarzyszyli bóstwu naczelnemu, tj. Baalszaminowi, będąc jako bóstwa księżyca i słońca zarazem opiekunami płodności oraz urodzaju, i tworząc wraz z nim lokalną triadę. Mieli tam też najpewniej wspólną świątynię lub okrąg kultowy. 

## Ikonografia
Aglibola zwykle przedstawiano z półksiężycem poza głową lub ramionami, często też zdobi go dodatkowy nimb promienisty wokół głowy. Spotykane są dwa typy jego przedstawień: jako młodzieńca i człowieka dojrzałego. Na ogół ukazywano go w rzymskim ubiorze wojskowym, z mieczem lub z tarczą i włócznią u boku. W wyobrażeniach triady bóstw palmyreńskich (syryjskich) umiejscowiony jest zawsze po prawej stronie Baalszamina, podczas gdy Belowi towarzyszy po lewej. Tak właśnie ukazany jest na znanej płaskorzeźbie z Luwru, znalezionej w pobliżu syryjskiego Bir Wereb (Wadi Miyah) w okolicach Palmyry, a prezentującej trójcę najwyższych bóstw miejscowych. Podobnie Aglibol usytuowany jest na rzeźbionym fragmencie pochodzącym zapewne z kultowej niszy świątyni Baalszamina, gdzie widnieje na prawo od orła symbolizującego bóstwo naczelne.
Z reguły wyobrażano go w pozycji na wprost, z oczami utkwionymi w widza, co jest cechą charakterystyczną sztuki palmyreńskiej w jej konwencji „sztywnej”, przyjętej w początkach naszej ery. Dotychczas nie są poświadczone jego wizerunki na monetach, co potwierdzałoby ograniczony zasięg i rangę kultu.

## Kult

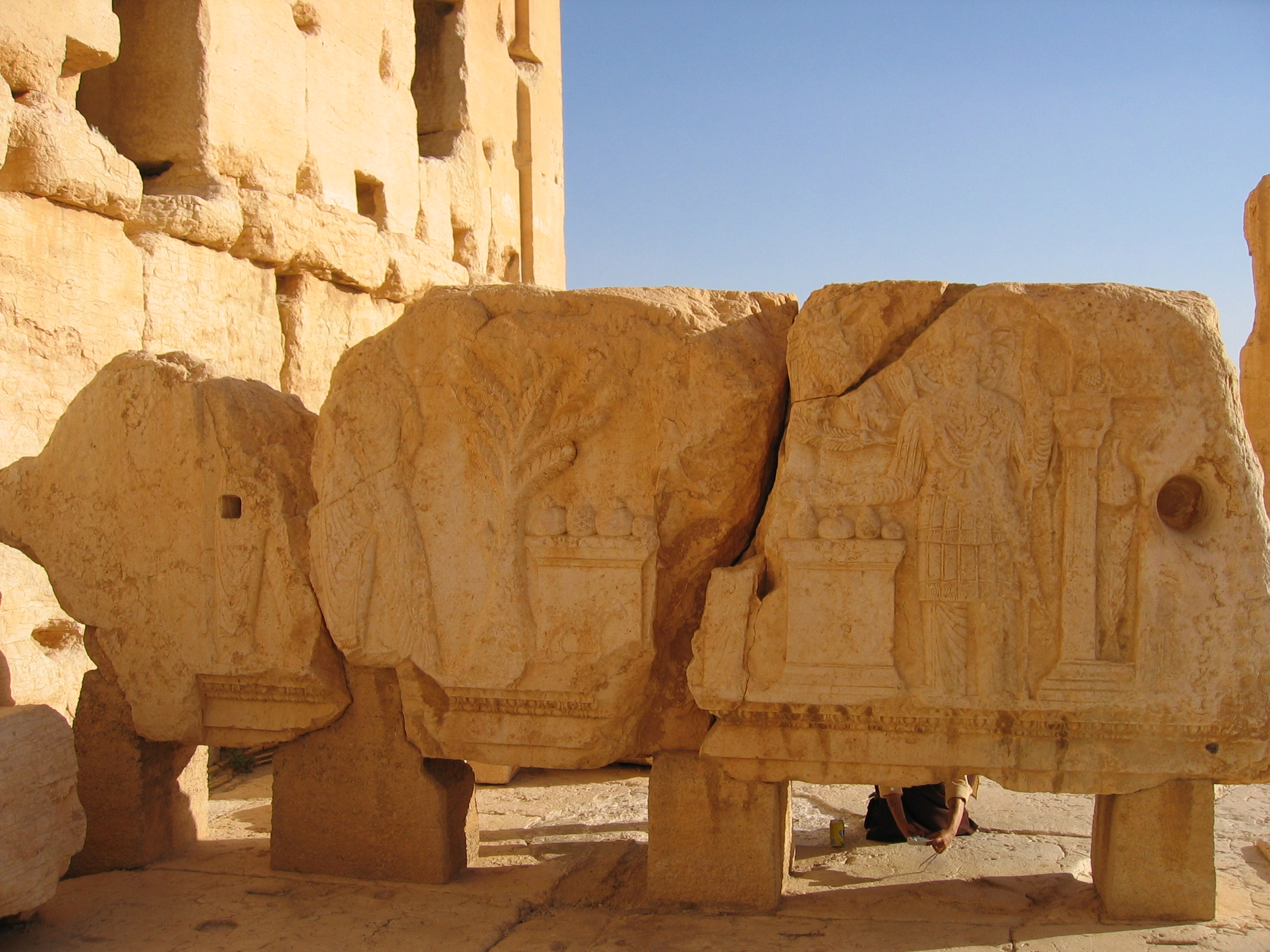
Fryz ze świątyni Bela ukazujący „święty ogrójec” Aglibola i Malakbela

Poza reprezentowaną symboliką lunarno-solarną Aglibol z Malakbelem stanowili parę miejscowych bóstw wyraźnie związanych z wegetacją i światem zwierzęcym. Pod tym względem ściśle łączono ich ze sobą na tyle, że jako „świętym braciom” wspólnie oddawano im cześć w jednym miejscu kultowym. Określano je mianem „świętego gaju [ogrójca]” lub „ogrodu bogów”, co daje wyobrażenie o jego nietypowym charakterze. Sanktuarium tego dotąd w Palmyrze nie zlokalizowano. Istnienia jego przekonująco dowodzi jednak zachowany fragmentarycznie fryz (zwany też płaskorzeźbą "przymierza"), który pierwotnie zdobił portal palmyreńskiej świątyni Bela. W schematycznym przedstawieniu świątyni-ogrodu z ołtarzami i drzewem oraz z drugoplanowymi postaciami kapłanów (wiernych?), widnieją postacie obu bogów symbolicznie podających sobie nad ołtarzem ręce. 
Również w inskrypcjach wotywnych dwa bóstwa wymieniane są razem, a uwidoczniają to nawet napisy na lampkach ofiarnych z Palmyry. Symbol księżyca widniejący wśród innych symboli astralnych na miejscowych teserach pozwala zaś przypuszczać, że i w sanktuarium Aglibola odbywały się uczty rytualne ku czci bóstwa.
Wiele wskazuje również na to, że okazała nisza północna w celli monumentalnego sanktuarium Bela musiała zawierać i posąg Aglibola wśród triady palmyreńskiej. W zestawieniu kultowym bóg księżyca łączony bywał jednak także z innym bóstwem solarnym – palmyreńskim Jarhibolem, z którym tworzy parę lub triadę. Dodatkowo sporadycznie kojarzono go z syryjską "Wenus" – Astarte oraz z arabską "Gwiazdą Wieczorną" – przedislamską boginią Arsu, zwaną też Ruda.